# NGC 6401
NGC 6401 è un ammasso globulare nella costellazione di Ofiuco. È stato scoperto dall'astronomo tedesco-inglese  William Herschel nel 1784. Data la sua magnitudine apparente di +7,4, può essere visto solo con un binocolo o un telescopio. L'ammasso, data la distanza, era difficilmente risolvibile in stelle con strumenti da terra, e solo con il telescopio spaziale Hubble è stato possibile risolverlo in stelle; lo stesso Herschel infatti, al momento della scoperta credette di aver scoperto una nebulosa.